# Ponticocythereis decora
Ponticocythereis decora is een mosselkreeftjessoort uit de familie van de Trachyleberididae. De wetenschappelijke naam van de soort is voor het eerst geldig gepubliceerd in 1979 door Swanson.